# Talent (râu)
Talent este un râu de circa 40 de km lungime, situat în cantonul Vaud din Elveția.  El este un afluent de-al lui Orbe, izvorul râului este situat într-un ținut împădurit aflat la o altidudine de 900 m. Râul curge inițial spre vest peste o regiune de podiș, la nord de localitatea  Cugy face o curbură spre nord-est și traversează zona ghețarilor  Rhone. În dreptul localității Echallens se îndreaptă din nou spre vest până la Gros de Vaud de unde are numeroase meandre. În aproierea localității  Saint-Barthélemy  se îndreaptă brusc spre nord ca în dreptul localității Chavornay și  Orbe să se verse în râul Orbe.  Afluenții săi sunt: Ruisseau des Corbessières, Ruisseau de Benenté, Tiolerie, Ruisseau de Latigny, Combron, Posat, Mortigue, Vouda și Nozon.